# 谷正文
谷正文（1910年6月6日—2007年1月25日），原名郭守纪，字同震，斋名为求实斋，化名谷正文，中華民國情治單位人員，曾擔任國民政府軍事委員會調查統計局北平特別勤務組組長及反攻大陸指揮官、反共救國軍副司令等。

## 簡介
郭守紀為山西省汾陽縣人，自稱在1931年考取北京大学中文系。九一八事變發生後加入中國共產黨，成為中共北平学运委员会书记，並在中國抗日戰爭前夕於林彪所部國民革命軍第十八集團軍第115師擔任偵察大隊隊長。後來，他輾轉投入國民政府軍事委員會調查統計局，並效忠於戴笠及毛人鳳。
1940年郭守紀轉投汪精衛政府，並為日本憲兵隊濟南本部搜捕抗日游擊隊，曾拘捕李澄之、赤色分子武思平，也瓦解了濟南鐵血鋤奸團。
1945年日本投降之後，郭守紀獲得戴笠繼續接納，也不受漢奸罪起訴，改以化名「谷正文」行事。
谷正文自稱曾在北平市市长何思源家中放置炸弹，炸死何思源的女儿（何鲁丽的姐妹），暗杀原陆军大学校长杨杰，与蒋纬国一起密谋绑架傅作义未遂，奉蒋介石之意下毒謀害白崇禧等。
1949年8月中旬，國防部保密局得知有四位國立臺灣大學法學院學生被發現「撿到」中國共產黨台灣省基隆市工作委員會的宣传刊物《光明报》，然後被台大校長傅斯年作保釋放；保密局得知《光明報》是由基隆中學校長鍾浩東主導，就在8月15日凌晨進入基隆中學逮捕鍾浩東等40多名共犯，四位台大學生則都被“感訓”一至二年。
1950年1月，國防部保密局侦防组组长谷正文通过《光明报》的线索，抓获化名“老郑”的中共台湾省工委书记蔡孝乾，进而破获吴石案。
谷正文曾在1955年領導策畫克什米爾公主號爆炸案試圖暗殺周恩來未遂，但炸死包括新華社對外新聞部主任沈建圖與新華社香港分社社長黃作梅等记者11人。
谷正文曾帶隊破獲鹿窟事件，為台灣白色恐怖時代受冤人數最多的案件。
1991年，為了公開中華民國總統兼中國國民黨主席李登輝加入中共時期「賣友叛黨」，谷正文將中華民國國家安全局機密書籍《歷年辦理匪案彙編》交給李敖出版，李敖出版社以《安全局機密文件：歷年辦理匪案彙編》為名分上下兩冊出版。
2007年1月，谷正文病逝於臺北榮民總醫院。

## 著作
- 《白色恐怖祕密檔案》. 1995. 獨家文化[4]
- 《國共地下鬥爭紀實》. 1996.[5]
- 《牛鬼蛇人：谷正文情報工作檔案》. 1997.[6]
- 《亂世蛇神：谷正文特務工作檔案之二》. 1997.[7]